# Steve Biggins
Steven James Biggins, conosciuto più comunemente come Steve Biggins (Lichfield, 20 giugno 1954) è un ex calciatore inglese, di ruolo attaccante.

## Carriera
Nel dicembre del 1977 viene ingaggiato dallo Shrewsbury Town, club di terza divisione, con cui nella sua prima stagione tra i professionisti totalizza 9 presenze e 7 reti in campionato; a partire dalla stagione seguente inizia a giocare stabilmente da titolare: nella stagione 1978-1979 con 9 reti in 45 presenze contribuisce alla vittoria del campionato, mentre l'anno seguente realizza 13 reti in 37 presenze in Second Division, campionato in cui nella stagione 1980-1981 va invece a segno per 9 volte in 33 presenze. Nel corso dei suoi anni allo Shrewsbury Town partecipa più volte anche alla Coppa del Galles (pur essendo il club inglese), raggiungendone la finale nelle stagioni 1978-1979 e 1979-1980 e vincendo la prima delle 2 finali disputate. Nel corso della stagione 1981-1982 viene impiegato con minor frequenza rispetto agli anni precedenti, totalizzando 22 presenze e 3 reti in campionato, ed a fine anno lascia il club dopo un totale di 173 presenze e 47 reti in partite ufficiali (146 presenze e 41 reti in campionato, 13 presenze e 3 reti in FA Cup e 14 presenze e 3 reti nelle altre coppe nazionali disputate, ovvero Coppa di Lega inglese e Coppa del Galles).
Nella stagione 1982-1983 segna un gol in 10 presenze in terza divisione con l'Oxford Utd, con cui l'anno seguente vince il campionato di Third Division, in cui realizza 19 reti in 42 presenze. Nella stagione 1984-1985 realizza 2 reti in 7 presenze nel campionato di Second Division per poi essere ceduto al Derby County in terza divisione: qui realizza un gol in 10 presenze, e negli ultimi mesi di stagione viene nuovamente ceduto, questa volta in prestito, al Wolverhampton, con cui gioca ulteriori 4 partite in seconda divisione. L'anno seguente dopo alcuni mesi ai margini della rosa nel Derby County (gioca infatti solamente una partita in Coppa di Lega) passa in prestito al Port Vale, club di quarta divisione, con cui gioca 4 partite senza mai segnare, conquistando tra l'altro una promozione in terza divisione. Trascorre poi un'ultima stagione da professionista con l'Exeter City, sempre in quarta divisione, per poi giocare a livello semiprofessionistico con Telford Utd e Worcester City.

## Palmarès

### Club

#### Competizioni nazionali
- Third Division: 2

Shrewsbury Town: 1978-1979
Oxford United: 1983-1984
- Coppa del Galles: 1

Shrewsbury Town: 1978-1979